# Equitazione ai I Giochi olimpici giovanili estivi
Le gare di equitazione ai I Giochi olimpici giovanili estivi si sono svolte al Singapore Turf Riding Club di Singapore dal 18 al 24 agosto 2010.
Sono state assegnate medaglie solo nella specialità di salto ostacoli individuale e a squadre miste, riservata a rappresentative continentali. Le gare erano riservati a cavalieri nati tra il 1º gennaio 1992 e il 31 dicembre 1993, selezionati sulla base dei risultati ai campionati junior continentali e dei Challenge del 2009 e del 2010. Ogni continente era rappresentato da un massimo di cinque iscritti.

## Cavalieri partecipanti
- Zakarta Hamici
- Dalma Mohsen
- Maria Victoria Paz
- Thomas McDermott
- Kelsey Bayley
- Nicola Philippaerts
- Guilherme Foroni
- Dominique Schwalm
- Xu Zhengyang
- Mario Gamboa
- Mohamed Abdalla
- Sheikh Ali Abdulla Majid
- Carian Scudamore
- Juan Diego Saenz Morel
- Jasmine Zin Man Lai
- Valentina Isoardi
- Timur Patarov
- Abduladim Mlitan
- Jake Lambert
- Sultan Al Tooqi
- Alejandra Ortiz
- Wojciech Dahlke
- Abdurahman Al Marri
- Eirin Bruheim
- Samantha McIntosh
- Pei Jia Caroline Chew
- Martin Fuchs
- Mohamad Alanzarouti
- Marcelo Chirico
- Yara Hanssen

## Podi
| Evento                       | Oro                                                                                        | Argento                                                                            | Bronzo                                                                                |
| Salto a ostacoli individuale | Marcelo Chirico                                                                            | Mario Gamboa                                                                       | Dalma Rushdi H Malhas                                                                 |
| Salto a squadre miste        | Europa Martin Fuchs Wojciech Dahlke Valentina Isoardi Carian Scudamore Nicola Philippaerts | Australasia Zin Man Lai Jake Lambert Zhengyang Xu Sultan Al Tooqi Thomas McDermott | Africa Yara Hanssen Zakaria Hamici Abduladim Mlitan Mohamed Abdalla Samantha McIntosh |